# 高尾貴美歌
高尾 貴美歌（たかお きみか、2000年3月13日 - ）は、長崎県出身の女子競輪選手。日本競輪選手会長崎支部所属、ホームバンクは佐世保競輪場。日本競輪学校（当時。以下、競輪学校）第116期生。師匠は阪本正和（70期）。

## 経歴
父親が日本人、母親がフィリピン人のハーフ。
中学時代は陸上競技をやっていたが、父親に競輪選手を勧められ、鹿町工業高校入学後に自転車競技を始めた。競輪学校同期の山口伊吹とは同級生。2016年インターハイではスクラッチ5位という実績を残した。
2018年1月12日、競輪学校第116回技能試験に合格。在校競走成績は19位（1勝）。卒業記念レースは4着。
2019年7月18日、高松競輪場でデビューし4着。初勝利は同年7月20日の高松競輪場で挙げた。
2023年6月18日、四日市FII（ナイター）で初優勝。